# Tracy Scoggins

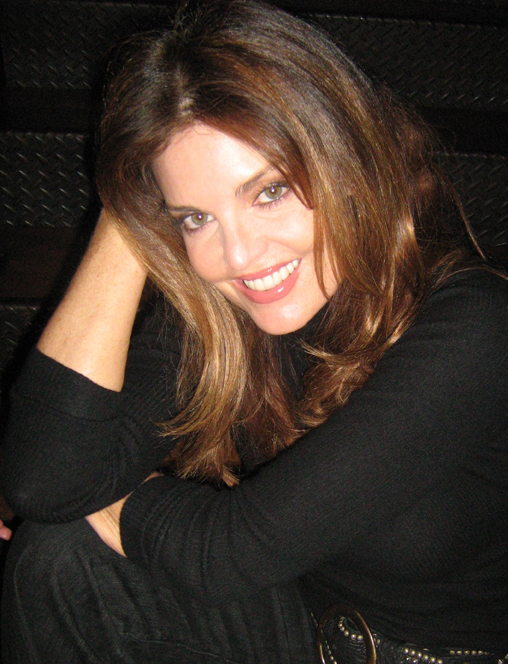
Tracy Scoggins 2008.

Tracy Scoggins, född 13 november 1953 i Dickinson i Galveston County, Texas, är en amerikansk skådespelerska som på 1980-talet spelade Monica Colby i såpoperan Dynastin.
Efter det har hon medverkat i Lois & Clark, de båda Dallasfilmerna, TV-serien Dante's Cove och som Elisabeth Lochley i både femte säsongen av Babylon 5 och dess spinoffserie Crusade.